# Xestia atra
Xestia atra är en fjärilsart som beskrevs av Bang-haas 1912. Xestia atra ingår i släktet Xestia och familjen nattflyn. Inga underarter finns listade i Catalogue of Life.